# Kolumna Maryjna w Slatinie nad Úpou
Kolumna Maryjna w Slatinie nad Úpou – wolnostojący pomnik przed domem nr 12 w gminie Slatina nad Úpou, w kraju hradeckim w Czechach.

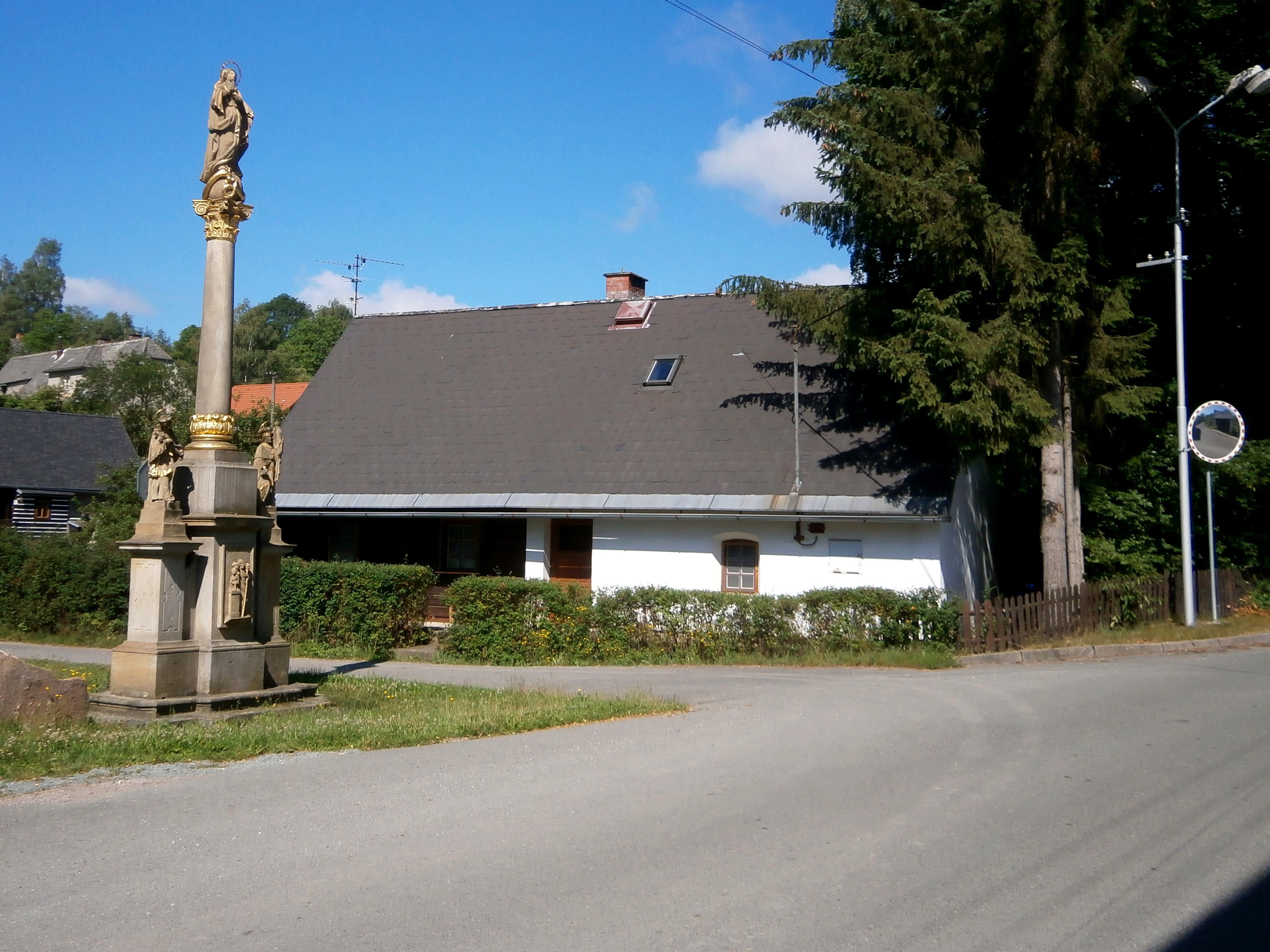
Kolumna i dom nr 13

## Historia
Pomnik zbudowano w 1829 r. pod nazwą „Statua Poczęcia Najświętszej Marii Panny“ (pierwotna nazwa czeska - „Statue Početí blahoslavené Panny Marie“, później używano nazw – „Mariánský sloup“, „Sloup se sousoším Panny Marie“ oraz „Socha Panny Marie“). Głównym inwestorem była gmina Slatina nad Úpou z częściowym udziałem finansowym Václava Vlčka z domu nr 12, który wtedy handlował z płótnem. Uroczystość poświęcenia pomnika odbyła się w dniu Narodzenia Najświętszej Maryi Panny w 1831 r. Poświęcenie dokonał administrator plebanii boušínskiej František Kerner.
W czerwcu 1909 r. został pomnik pomalowany oraz pozłacany. Wszystkie prace zapłacili Emilie Řeháková i Václav Ruffer, właściciel bliskiej gospody.
Kolejnej renowacji doczekał się pomnik w 1931 r. Ta odbyła się w tygodniu przed świętem św. Wacława i 28 września tego roku został pomnik poświęcony przez proboszcza boušínskiego Antonína Svatoša. Renowację wykonał rzeźbiarz Postupa z Malej Skalicy (dziś część miasta Česká Skalice).
Z 3 maja 1958 jest budynek chroniony jako zabytek kultury Republiki Czeskiej.
W 2003 r. rzeźbiarz i restaurator Antonín Wágner starszy przeprowadził restaurację i polichromię pomnika.